# Termas
Termas is een bestuurslaag in het regentschap Grobogan van de provincie Midden-Java, Indonesië. Termas telt 2783 inwoners (volkstelling 2010).